# Rhinoderma
Las ranas de Darwin (Rhinoderma) son dos especies de anfibios anuros pequeños que conforman un género endémico de los bosques templados de Chile y Argentina. Ambas especies se caracterizan por un cuidado parental inusual conocido como neomelia, en el cual los renacuajos se desarrollan dentro de la cavidad bucal del macho. La ranita de Darwin (Rhinoderma darwinii) está en la actualidad amenazada de extinción, mientras que la ranita chilena de Darwin (Rhinoderma rufum), especie endémica de Chile que habita en el Valle Central y la Cordillera de la Costa desde San Fernando hasta la Provincia de Arauco, está probablemente extinta.